# 西法院流
西法院流（さいほういんりゅう）とは武術の流派である。

## 歴史
初代を村田太郎右衛門重家としている。越後国に伝わっていた武術である。
西法印流は、伝書に「長尾謙信御内銘西法院流也」と書かれており長尾謙信に縁のある武術とされる。。
伝書によると慶長19年（1614年）に村田太郎右衛門重家から村田五兵衛に伝わったとある。
村田太郎右衛門重家より数代後に松浦武兵衛に伝わり西法院武安流が出た。

## 系譜
- 村田太郎右衛門重家
  - 村田五兵衛重棟
    - 村田五山三郎棟廣
      - 二宮三七郎景重
        - 石川宿之允
          - 吉田忠三郎隆賢
            - 佛坂小太郎隆景

      - 橋本杷太夫重泰
        - 松浦武兵衛
          - 松浦武右衛門